# Gerald du Maurier
Gerald Hubert Edward Busson du Maurier (Hampstead, 26 maart 1873 – aldaar, 11 april 1934) was een Brits acteur.

## Biografie
Du Maurier werd geboren in de Londense wijk Hampstead op 26 maart 1873 als vijfde kind van Emma Wightwick en George du Maurier, auteur van Trilby en cartoonist bij Punch.  Na zijn opleiding streefde hij aanvankelijk een carrière in het bedrijfsleven na, maar dat beviel hem niet en daarom begon hij te werken als acteur. Zijn acteerdebuut vond plaats in 1894 in het Garrick Theatre met een kleine rol in An Old Jew, een toneelstuk van Sydney Grundy.

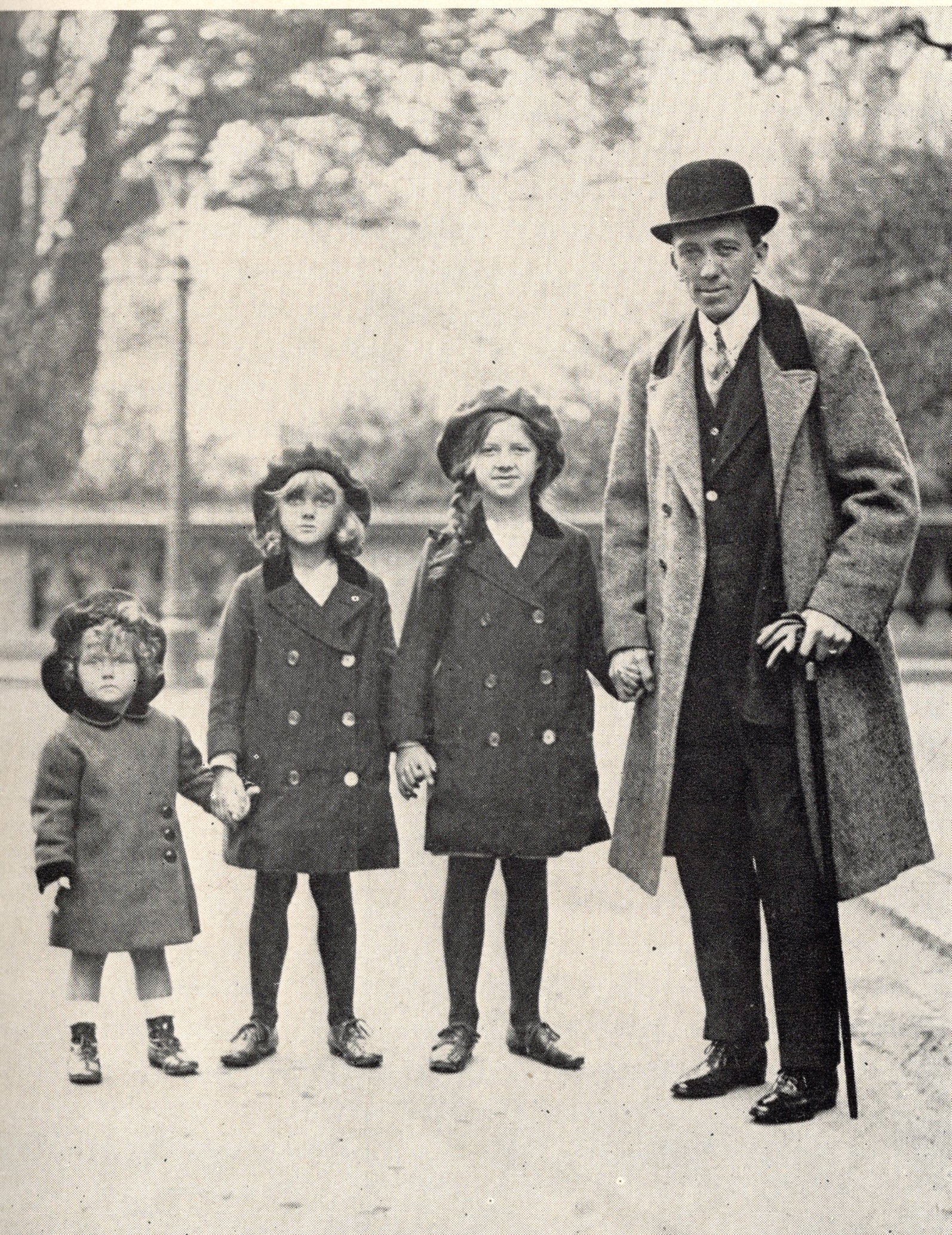
Gerald du Maurier met zijn drie dochters, Angela, Daphne en Jeanne (1913)

Na een aantal kleinere rollen in diverse toneelstukken kende hij zijn doorbraak in het begin van de jaren 1900 met hoofdrollen in twee toneelstukken van J.M. Barrie: The Admirable Crichton (1902) en Peter Pan, or The Boy Who Wouldn't Grow Up (1904).
Samen met Frank Curzon was hij van 1910 tot 1925 medemanager van Wyndham's Theatre en daarna werkte hij voor het St James's Theatre. In 1921 gaf hij gestalte aan Bulldog Drummond in het gelijknamig toneelstuk dat hij samen met H.C. McNeile schreef. Het stuk werd 430 keer opgevoerd in West End tijdens het seizoen 1921–1922.
Hij werd in 1922 geridderd op het hoogtepunt van zijn populariteit en bleef zijn hele leven optreden. In latere jaren speelde hij in films, waaronder Lord Camber's Ladies (1932), I Was a Spy (1933), The Rise of Catherine the Great (1934) en kort voor zijn dood in Jew Süss (1934).
Op 11 april 1903 trouwde du Maurier met actrice Muriel Beaumont, die hij had leren kennen tijdens The Admirable Crichton. Het paar kreeg drie dochters: actrice en schrijfster Angela du Maurier, schrijfster Daphne du Maurier en schilderes Jeanne du Maurier. Zijn vrouw stopte met acteren in 1910.
Hij overleed op 11 april 1934 in Hampstead aan darmkanker op 61-jarige leeftijd.

## Trivia
- Du Maurier was een fervent roker en het sigarettenmerk du Maurier werd naar hem vernoemd. Hij gebruikte deze betaalde sponsorovereenkomst om zijn achterstallige belastingen te betalen.[10] Ironisch genoeg rookte hij de sigaretten zelf niet.
- Van 1914 tot aan zijn dood was hij voorzitter van de liefdadigheidsinstelling Actors' Orphanage Fund.[11] Hij werd in die rol opgevolgd door Noël Coward.
- Op 4 november 1904 sloot hij zich aan bij de Green Room Lodge No. 2957, een vrijmetselaarsloge waartoe ook acteurs Leedham Bantock, Fred Terry en George Grossmith Jr. behoorden.

- Bibliothèque nationale de France: cb16157129w (data)
- Gemeinsame Normdatei: 118528092
- International Standard Name Identifier: 0000 0000 6415 6021
- Library of Congress Control Number: nr90007827
- Nationale Bibliotheek van Tsjechië: jx20051005001
- Nationale Bibliotheek van Israël: 987007293175305171
- Nederlandse Thesaurus van Auteursnamen: 114049688
- Istituto Centrale per il Catalogo Unico: TO0V433225
- SNAC: w6n01kp3
- Système universitaire de documentation: 110827821
- Trove: 1034367
- Virtual International Authority File: 46609839
- WorldCat: E39PBJc3JkRhCjjgfJB6vPfrMP